# カール・ツックマイヤー

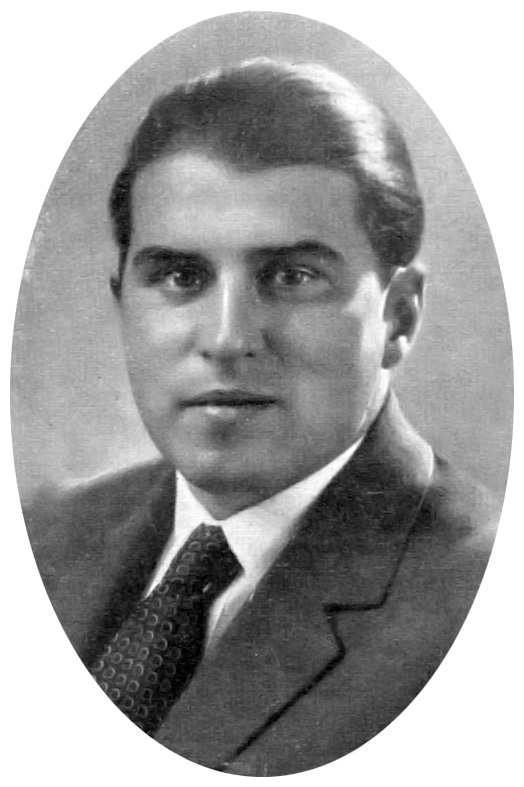
カール・ツックマイヤー

カール・ツックマイヤー（Carl Zuckmayer、1896年12月27日 - 1977年1月18日）は、ドイツの劇作家・脚本家。

## 主な作品

### 戯曲
- ヒゲの生えた制服